# 로비 시몬
로비 시몬 오퐁(Lovie Simone Oppong, 1998년 11월 29일 ~ )은 미국의 배우이다. 드라마 《그린리프》에서 조라 그린리프 역으로 잘 알려져 있다.

## 생애
1998년 11월 29일 뉴욕에서 태어났다. 1학년부터 4학년까지 먼로-우드버리 고등학교에 다녔다. 그녀의 어머니는 아프리카계 미국인이고 아버지는 가나인이다. 쌍둥이 자매와 남동생이 있다.. 뉴욕에서 연기 학교를 다녔고 이후 J. C. 페니의 전국 단위 광고에 출연했다.

## 출연 작품

### 영화
- 몬스터 (2018년) - 르네 픽포드
- 셰어 (2019년) - 제나
- 셀라와 스페이드 (2019년) - 셀라 여름
- 크래프트: 레거시 (2020년) - 태비
- 더 워크 (2022년) - 웬디 로빈스

### 드라마
- 그린리프 (2016년 - 2020년) - 조라 그린리프
- 오렌지 이즈 더 뉴 블랙 (2017년) - 재스민 향수
- 블루 블러드 (2017년) - 지나 워커
- 사회적 거리 (2020년) - 아야나
- 파워 북 3: 카난 키우기 (2021년) - 다비나 해리슨